# Kabinett Gomolka

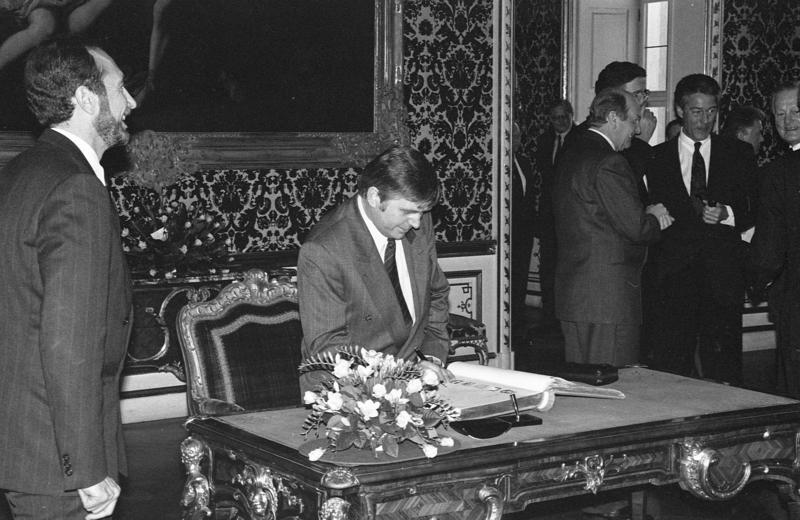
Alfred Gomolka (Dezember 1990)

Das Kabinett Gomolka war die Landesregierung von Mecklenburg-Vorpommern nach der Landtagswahl 1990. Ministerpräsident war Alfred Gomolka (CDU). Die schwarz-gelbe Koalition amtierte vom 28. Oktober 1990 bis zum Rücktritt Gomolkas am 19. März 1992.

## Regierungsbildung
Bei der ersten Wahl des Landtags seit der Wiederbegründung des Landes Mecklenburg-Vorpommern infolge der Wiedervereinigung Deutschlands wurde die CDU erwartungsgemäß deutlich stärkste Kraft im Schweriner Landtag. Dennoch kam es zu einem Patt: Sowohl die Union und die FDP auf der einen, als auch SPD und PDS auf der anderen Seite erhielten zusammen jeweils 33 Mandate. Der Übertritt von Wolfgang Schulz, bis September 1990 Mitglied der SPD, zur CDU löste die Pattsituation auf, so dass die CDU mit der FDP, die die Fünf-Prozent-Hürde knapp hatte überwinden können, eine Koalition bilden konnte. Schulz wurde als Bürgerbeauftragter in die Regierungsarbeit eingebunden.
Bereits am 27. Oktober 1990 wurde Alfred Gomolka zum Ministerpräsidenten gewählt. Die CDU besetzte außerdem sieben Ministerien, die FDP erhielt zwei Ressorts. Bis auf den Justizminister Ulrich Born, der lange im Bundespresseamt tätig war, stammten alle Minister aus der DDR. Die Hälfte der Kabinettsmitglieder, darunter Gomolka, war bereits Mitglied der Blockparteien CDU bzw. LDPD.

## Bilanz der schwarz-gelben Regierung unter Gomolka
Die Regierung war von heftigen Kontroversen innerhalb der CDU geprägt. Diese entzündeten sich vor allem an der Privatisierung der Werftindustrie. CDU-Landeschef und Bundesverkehrsminister Günther Krause sprach sich gegen die von Gomolka und dem liberalen Wirtschaftsminister Conrad-Michael Lehment geplante Teilprivatisierung aus. Hinzu kamen persönliche Spannungen innerhalb des Kabinetts und Konflikte der Landesregierung mit der Landtagsfraktion der CDU.
Nach nur 18 Monaten im Amt trat Gomolka am 19. März 1992 zurück. Sein  Amtsnachfolger wurde der bisherige Generalsekretär der CDU, Berndt Seite (Kabinett Seite I).

## Liste der Kabinettsmitglieder
| Minister                                         | Name                                                                           | Partei                | Partei                  | Staatssekretäre |
| ------------------------------------------------ | ------------------------------------------------------------------------------ | --------------------- | ----------------------- | --- |
| Ministerpräsident                                | Alfred Gomolka                                                                 |                       | CDU                     | Hans-Joachim Kalendrusch (Parlamentarischer Staatssekretär, CDU) Wolfgang Schulz (Bürgerbeauftragter im Range eines Parlamentarischen Staatssekretärs) (SPD) Matthias Zender (Chef der Staatskanzlei) |
| Stellvertreter des Ministerpräsidenten           | Klaus Gollert                                                                  |                       | FDP                     | |
| Arbeit, Gesundheit und Sozialordnung             | Klaus Gollert                                                                  | Neithart Neitzel, FDP | FDP                     | |
| Inneres                                          | Georg Diederich                                                                |                       | CDU                     | Volker Pollehn, CDU |
| Justiz, Bundes- und Europaangelegenheiten        | Ulrich Born bis 14. März 1992 Alfred Gomolka geschäftsführend ab 15. März 1992 | CDU                   | Rüdiger Annecke         | |
| Finanzen                                         | Bärbel Kleedehn                                                                | CDU                   | Merten Drevs            | |
| Wirtschaft                                       | Conrad-Michael Lehment                                                         |                       | FDP                     | Wolfgang Pfletschinger, FDP |
| Ernährung, Landwirtschaft, Forsten und Fischerei | Martin Brick                                                                   |                       | CDU                     | Brar C. Roeloffs |
| Umwelt                                           | Petra Uhlmann                                                                  | CDU                   | Peter-Uwe Conrad, CDU   | |
| Kultus                                           | Oswald Wutzke                                                                  | CDU                   | Thomas de Maizière, CDU | |